# Carlos Fabra Marín
Carlos Fabra Marín (Chella, Valencia, 7 de febrero de 1904 - Saint-Denis, Francia, 6 de julio de 1970) fue un sargento del Ejército de Tierra de España durante la Segunda República y la guerra civil española. Ascendido a teniente, a capitán y finalmente a comandante durante la Guerra Civil.

## Biografía
Hijo de una familia numerosa y huérfano desde muy joven, se alistó en el ejército a los dieciséis años. Primero estuvo destinado en el cuartel de La Montaña y durante diez años en Melilla, para regresar a la península, ya como sargento, poco antes de proclamarse la Segunda República. 
Cuando se produjo golpe de Estado que dio lugar a la Guerra Civil, Carlos Fabra se encontraba destinado en Paterna (Valencia) en el Batallón de Zapadores Minadores n.º 3. En la noche del 29 de julio, enterado de la intención de los jefes y oficiales del cuartel de unirse a los sublevados en la mañana, reunió a la tropa formada por cabos y soldados y, con una arenga en la que exaltó los valores democráticos y republicanos, solicitó voluntarios para detener a los mandos. Todos los presentes se ofrecieron y, formado un pelotón, se dirigieron al cuarto de banderas donde jefes y oficiales estaban reunidos. Tras un tiroteo que causó tres muertos, los sublevados fueron arrestados. En la mañana, los vecinos de Paterna ocuparon el cuartel. Por su acción, Carlos Fabra fue condecorado por el general Miaja.
Fabra participó en la Guerra con el ejército republicano, dirigiendo la 17.ª Brigada Mixta y luego la 26.ª Brigada Mixta en el frente de Somosierra. Su familia se refugió en Francia en 1938, y él se exilió en 1939. Durante la ocupación nazi de Francia fue arrestado por el gobierno de Vichy e internado en el campo de Le Vernet d'Ariège. Liberado posteriormente, Fabra falleció en 1970, sin haber podido regresar a España. 
En 1986, el Ayuntamiento de Valencia (gobernado por el PSOE) costeó el retorno de los restos mortales de Carlos Fabra y le rindió un homenaje su localidad natal, Chella. En el año 2006 también el Ayuntamiento de Paterna organizó un homenaje a su actuación heroica.